# Malamatina

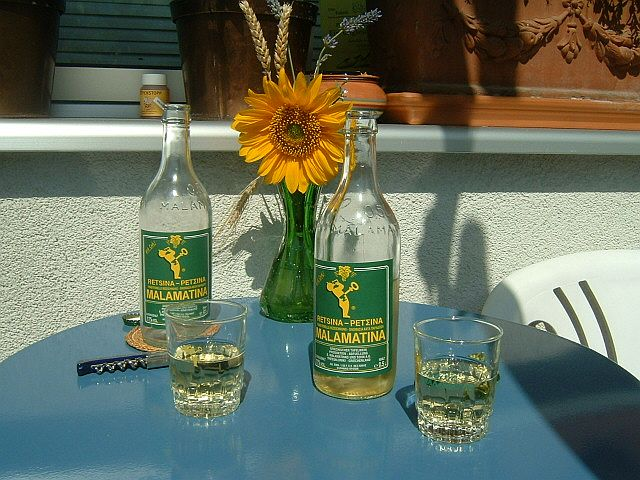
Malamatina, Flaschen und typische Gläser

Malamatina ist der Name einer griechischen Kellerei sowie der ihres wichtigsten Produktes Retsina Malamatina (Ρετσίνα Μαλαματίνα), einem weißen Retsinawein.

## Anbau und Vertrieb
Der geharzte Wein wird hauptsächlich in der Anbauregion Euböa aus den Rebsorten Roditis und Savatiano produziert. Benannt ist der Wein nach dem Firmengründer Konstantinos Malamatinas. Vertrieben und erzeugt wird er von einer der ältesten Kellereien Griechenlands, E. Malamatina A.E. in Thessaloniki. Er besitzt einen Alkoholgehalt von 11 Volumenprozent und wird in 0,25- und 0,5-Liter-Flaschen mit Kronkorkenverschluss angeboten.

## Geschichte
Konstantinos Malamatinas gründete 1922 in Alexandroupoli in Thrakien eine Kellerei und stellte alsbald den Retsina her, der heute weltweit vertrieben wird. Das gelb-grüne Etikett und der inzwischen gebräuchliche Kronkorken der Weinflasche zeigt einen weintrinkenden Schlüsseljungen, dessen Bauch von einem Schlüssel erschlossen wird. Malamatina ist die bekannteste Retsinamarke in Griechenland.

## Daten
Der Umsatz des Unternehmens belief sich nach eigenen Angaben im Jahr 2006 auf gut 28 Millionen Euro bei einem Reingewinn von etwa 6 Millionen Euro. In Griechenland besitzt der Wein insgesamt einen Marktanteil von etwa 10 %.